# Luigi di Borbone-Due Sicilie (1838-1886)
Luigi Maria di Borbone-Due Sicilie, conte di Trani (Napoli, 1º agosto 1838 – Parigi, 8 giugno 1886), fu un principe delle Due Sicilie.

## Biografia

### Infanzia
Era il secondogenito del re Ferdinando II delle Due Sicilie, avuto come primo figlio della sua seconda moglie, l'arciduchessa Maria Teresa d'Austria.
I suoi nonni materni furono l'arciduca Carlo, duca di Teschen e la principessa Enrichetta di Nassau-Weilburg. Il duca di Teschen era figlio dell'imperatore Leopoldo II d'Asburgo-Lorena e di Maria Luisa di Spagna.

### Erede al trono
Vivace, allegro e amante delle donne, si divertiva insieme ai fratelli Alfonso e Gaetano a combinare pesanti scherzi ai danni dei gentiluomini di corte. Quando a Napoli arrivò la cognata Maria Sofia di Baviera, sposa del fratellastro Francesco, erede al trono, anch'essa entrò a far parte della scanzonata comitiva. In effetti anche il padre Ferdinando aveva un carattere allegro e ironico e si comportava nei confronti dei figli come un qualsiasi affettuoso e premuroso padre di famiglia.
La madre Maria Teresa era arcigna e diffidente nei confronti degli estranei ma tenerissima e legatissima alla sua numerosa prole. Alla vita di corte e alle feste preferiva la tranquillità dei suoi appartamenti dove si dedicava alla cura dei figli. Sebbene dichiarasse il proprio affetto materno anche nei confronti del figliastro Francesco (primogenito del re), in realtà ambiva a mettere sul trono il suo primogenito. Quando già era re Francesco, tentò anche di organizzare un complotto per destituire il figliastro ma il piano, scoperto, non andò a buon fine.

### Esilio
Combatté in prima linea al fianco di Francesco e Alfonso nella battaglia tra Capua e Gaeta per respingere l'esercito garibaldino. Per il coraggio dimostrato durante la difesa di Gaeta avrebbe ricevuto la croce di cavaliere dell'Ordine di Maria Teresa. Alla fine, però, alle 7 del mattino del 14 febbraio 1861 dovette, insieme agli ultimi sovrani delle Due Sicilie, lasciare per sempre Gaeta assediata e il suo regno.
Prima della partenza, però, i due fratelli ebbero una violenta discussione, in quanto Luigi era del parere che bisognasse continuare a combattere fino all'ultimo.
Avrebbe passato il resto della sua vita da esule senza più uno scopo nella vita o una propria identità. Si ritrovò quindi a bere, a frequentare bordelli e a condurre una vita di stravizi che gli procurò molti debiti. Tentò perfino di passare al servizio dei piemontesi.

### Matrimonio
Il 5 giugno 1861, a Monaco di Baviera, sposò la duchessa Matilde di Baviera, settimogenita del duca Massimiliano Giuseppe in Baviera, membro di una linea cadetta del Casato dei Wittelsbach, e della principessa Ludovica di Baviera, figlia del re Massimiliano I Giuseppe di Baviera. Il matrimonio in realtà fu organizzato a tavolino, già prima della caduta del regno delle Due Sicilie, da Maria Sofia di Baviera e dall'altra sorella Elisabetta, imperatrice d'Austria.
Per l'occasione, il re di Baviera insignì Luigi della più alta onorificenza della corte: l'ordine di Sant'Uberto.
L'unione con Matilde non fu però assolutamente felice. La moglie, per consolarsi, ebbe alcuni amanti, il più noto dei quali fu Bermudez de Castro. Nell'archivio di stato degli Hohenzollern a Sigmaringen sono conservate numerose lettere inviate dalla fanciulla al padre o alla madre.

### Morte
Ormai con la mente annebbiata dall'alcool e con la consapevolezza dell'inutilità della sua vita, decise di farla finita gettandosi nel lago di Zugo, presso Zurigo, nel 1878. Altre fonti invece riportano che sarebbe morto di malattia a Parigi l'8 giugno 1886. Il motivo di questa confusione consiste forse nel fatto che il suicidio non avrebbe consentito la celebrazione della messa funebre e sarebbe risultato scandaloso, giudicando il fatto che si trattava del cognato dell'imperatore Francesco Giuseppe.

## Discendenza
Il principe Luigi e la duchessa Matilde di Baviera coppia ebbe un'unica figlia:
- Maria Teresa di Borbone-Due Sicilie (Zurigo, 15 gennaio 1867 - Cannes, 1º marzo 1909), detta "Madi". Sposò il principe ereditario Guglielmo di Hohenzollern-Sigmaringen ed ebbe tre figli: Augusta Vittoria (n. 19 agosto 1890) e i gemelli Federico Vittorio e Francesco Giuseppe (n.30 agosto 1891).

## Ascendenza
|                                     |                              |                                        | Genitori                                                   |  |  | Nonni |  |  | Bisnonni                       |  |  | Trisnonni           |  |
|                                     |                              |                                        |                                                            |  |  |       |  |  | Ferdinando I delle Due Sicilie |  |  | Carlo III di Spagna |  |
|                                     |                              |                                        |                                                            |  |  |       |  |  | Ferdinando I delle Due Sicilie |  |  | Carlo III di Spagna |  |
|                                     |                              | Principessa Maria Amalia di Sassonia   |                                                            |  |  |       |  |  | Ferdinando I delle Due Sicilie |  |  |                     |  |
| Francesco I delle Due Sicilie       |                              |                                        |                                                            |  |  |       |  |  | Ferdinando I delle Due Sicilie |  |  |                     |  |
|                                     |                              | Arciduchessa Maria Carolina d'Austria  | Francesco I, Sacro Romano Imperatore                       |  |  |       |  |  |                                |  |  |                     |  |
|                                     |                              | Arciduchessa Maria Carolina d'Austria  | Francesco I, Sacro Romano Imperatore                       |  |  |       |  |  |                                |  |  |                     |  |
|                                     |                              | Arciduchessa Maria Carolina d'Austria  | Maria Teresa d'Austria                                     |  |  |       |  |  |                                |  |  |                     |  |
| Ferdinando II delle Due Sicilie     |                              | Arciduchessa Maria Carolina d'Austria  |                                                            |  |  |       |  |  |                                |  |  |                     |  |
|                                     |                              | Carlo IV di Spagna                     | Carlo III di Spagna                                        |  |  |       |  |  |                                |  |  |                     |  |
|                                     |                              | Carlo IV di Spagna                     | Carlo III di Spagna                                        |  |  |       |  |  |                                |  |  |                     |  |
|                                     |                              | Carlo IV di Spagna                     | Principessa Maria Amalia di Sassonia                       |  |  |       |  |  |                                |  |  |                     |  |
| Infanta Maria Isabella di Spagna    |                              | Carlo IV di Spagna                     |                                                            |  |  |       |  |  |                                |  |  |                     |  |
|                                     |                              | Principessa Maria Luisa di Parma       | Filippo I, Duca di Parma                                   |  |  |       |  |  |                                |  |  |                     |  |
|                                     |                              | Principessa Maria Luisa di Parma       | Filippo I, Duca di Parma                                   |  |  |       |  |  |                                |  |  |                     |  |
|                                     |                              | Principessa Maria Luisa di Parma       | Principessa Elisabetta di Francia                          |  |  |       |  |  |                                |  |  |                     |  |
| Luigi delle Due Sicilie             |                              | Principessa Maria Luisa di Parma       |                                                            |  |  |       |  |  |                                |  |  |                     |  |
|                                     | Leopoldo II d'Asburgo-Lorena | Francesco I, Sacro Romano Imperatore   |                                                            |  |  |       |  |  |                                |  |  |                     |  |
|                                     | Leopoldo II d'Asburgo-Lorena | Francesco I, Sacro Romano Imperatore   |                                                            |  |  |       |  |  |                                |  |  |                     |  |
|                                     | Leopoldo II d'Asburgo-Lorena | Maria Teresa d'Austria                 |                                                            |  |  |       |  |  |                                |  |  |                     |  |
| Arciduca Carlo, Duca di Teschen     | Leopoldo II d'Asburgo-Lorena |                                        |                                                            |  |  |       |  |  |                                |  |  |                     |  |
|                                     |                              | Infanta Maria Luisa di Spagna          | Carlo III di Spagna                                        |  |  |       |  |  |                                |  |  |                     |  |
|                                     |                              | Infanta Maria Luisa di Spagna          | Carlo III di Spagna                                        |  |  |       |  |  |                                |  |  |                     |  |
|                                     |                              | Infanta Maria Luisa di Spagna          | Principessa Maria Amalia di Sassonia                       |  |  |       |  |  |                                |  |  |                     |  |
| Arciduchessa Maria Teresa d'Austria |                              | Infanta Maria Luisa di Spagna          |                                                            |  |  |       |  |  |                                |  |  |                     |  |
|                                     |                              | Federico Guglielmo, Duca di Nassau     | Carlo Cristiano, Principe di Nassau-Weilburg               |  |  |       |  |  |                                |  |  |                     |  |
|                                     |                              | Federico Guglielmo, Duca di Nassau     | Carlo Cristiano, Principe di Nassau-Weilburg               |  |  |       |  |  |                                |  |  |                     |  |
|                                     |                              | Federico Guglielmo, Duca di Nassau     | Carolina d'Orange-Nassau                                   |  |  |       |  |  |                                |  |  |                     |  |
| Enrichetta di Nassau-Weilburg       |                              | Federico Guglielmo, Duca di Nassau     |                                                            |  |  |       |  |  |                                |  |  |                     |  |
|                                     |                              | Burgravina Luisa Isabella di Kirchberg | Wilhelm Georg, Burggraf von Kirchberg, Graf von Hachenburg |  |  |       |  |  |                                |  |  |                     |  |
|                                     |                              | Burgravina Luisa Isabella di Kirchberg | Wilhelm Georg, Burggraf von Kirchberg, Graf von Hachenburg |  |  |       |  |  |                                |  |  |                     |  |
|                                     |                              | Burgravina Luisa Isabella di Kirchberg | Isabelle Auguste, Prinzessin Reuss zu Greiz                |  |  |       |  |  |                                |  |  |                     |  |
|                                     |                              | Burgravina Luisa Isabella di Kirchberg |                                                            |  |  |       |  |  |                                |  |  |                     |  |